# Bong Joon-ho
Bong Joon-ho (Daegu, 14 september 1969) is een Zuid-Koreaans filmregisseur en scenarist. Zijn film Parasite won in 2020 vier Oscars.

## Biografie
Bong Joon-ho werd geboren in Daegu in 1969 en besloot al op de middelbare school om filmmaker te worden. Hij studeerde sociologie aan de Universiteit van Yonsei. Begin jaren 90 begon hij met het maken van kortfilms.
Zijn eerste grote film was Barking Dogs Never Bite die in februari 2000 uitkwam, maar deze had aanvankelijk niet veel succes. Deze werd gevolgd door Memories of Murder in april 2003. Deze was onmiddellijk een succes bij critici en bij het publiek. 
The Host uit 2006 was een nationaal (13 miljoen tickets verkocht) en internationaal succes. Mother (2009) en Snowpiercer (2013) volgden.
Op 21 mei 2019 ging Parasite in première op het filmfestival van Cannes. De film werd er bekroond met de Gouden Palm en werd de grote winnaar op de 92ste Oscaruitreiking.

## Filmografie

### Langspeelfilms
- Barking Dogs Never Bite (2000)
- Memories of Murder (2003)
- The Host (2006)
- Mother (2009)
- Snowpiercer (2013)
- Okja (2017)
- Parasite (2019)
- Mickey 17 (2025)

### Kortfilms
- Baeksekin (aka White Man, 1994)
- Memory Within the Frame (1994)
- Incoherence (1994)
- Sink & Rise (segment uit Twentidentity) (2003)
- Influenza (segment uit Digital Short Films by Three Directors) (2004)
- Shaking Tokyo (segment uit Tokyo!) (2008)
- Iki (segment uit 3.11 A Sense of Home) (2011)

### Scenario
- Seven Reasons Why Beer is Better Than a Lover (1996)
- Motel Cactus (1997)
- Phantom the Submarine (1999)
- Antarctic Journal (2005)

### Acteur
- Incoherence (kortfilm, 1994)
- No Blood No Tears (2002) (cameo)
- Crush and Blush (2008) (cameo)
- Can I Borrow a Light (kortfilm, 2009)
- Doomsday Book (2012) (cameo)
- Snowpiercer (2014) (cameo)